# Baudeloo (merk)
Baudeloo is een Belgisch historisch merk van fietsen en motorfietsen.
Bedrijfsnaam: Ets. Leon Roels & zoon, Gent.
Baudeloo was een fabrikant van fietsen, die in de jaren vijftig ook Franse VAP hulpmotoren in zijn frames monteerde.